# Мехмед Батдал
Мехмед Батдал (тур. Mehmet Batdal, нар. 25 грудня 1987, Ізмір) — турецький футболіст, нападник клубу «Фатіх Карагюмрюк».

## Клубна кар'єра
Народився 25 грудня 1987 року в місті Ізмір. Вихованець футбольної школи клубу «Буджаспор». Дорослу футбольну кар'єру розпочав 2005 року в основній команді того ж клубу, в якій провів п'ять сезонів, взявши участь у 109 матчах чемпіонату. 2008 року також недовго грав на правах оренди за «Алтай».
Своєю грою привернув увагу представників тренерського штабу «Галатасарая», до складу якого приєднався влітку 2010 року. Проте стати основним гравцем стамбільців не зумів, через що більшість часу на правах оренди захищав кольори клубів «Коньяспор», «Карабюкспор» та «Буджаспор».
До складу клубу «Істанбул ББ» приєднався влітку 2013 року. Відтоді встиг відіграти за стамбульську команду 79 матчів в національному чемпіонаті.

## Виступи за збірні
Протягом 2006—2008 років залучався до складу молодіжної збірної Туреччини. На молодіжному рівні зіграв у 11 офіційних матчах, забив 4 голи.
8 лютого 2011 року провів один матч у складі другої збірної Туреччини проти білорусів (2:0).

## Статистика виступів

### Статистика клубних виступів
| Сезон                   | Команда                 | Чемпіонат               | Чемпіонат | Чемпіонат | Національний кубок | Національний кубок | Національний кубок | Континентальні кубки | Континентальні кубки | Континентальні кубки | Інші змагання | Інші змагання | Інші змагання | Усього | Усього |
| Сезон                   | Команда                 | Ліга                    | Ігор      | Голів     | Ліга               | Ігор               | Голів              | Ліга                 | Ігор                 | Голів                | Ліга          | Ігор          | Голів         | Ігор   | Голів  |
| ----------------------- | ----------------------- | ----------------------- | --------- | --------- | ------------------ | ------------------ | ------------------ | -------------------- | -------------------- | -------------------- | ------------- | ------------- | ------------- | ------ | ------ |
| 2005–06                 | «Буджаспор»             | 2Л (ІІ)                 | 21        | 2         | КТ                 | 0                  | 0                  | -                    | -                    | -                    | -             | -             | -             | 21     | 2      |
| 2006–07                 | «Буджаспор»             | 2Л (ІІІ)                | 16        | 5         | КТ                 | 4                  | 0                  | -                    | -                    | -                    | -             | -             | -             | 20     | 5      |
| 2007–08                 | «Буджаспор»             | 2Л (ІІІ)                | 12        | 9         | КТ                 | 0                  | 0                  | -                    | -                    | -                    | -             | -             | -             | 12     | 9      |
| 2007–08                 | «Алтай»                 | 1Л (ІІ)                 | 10        | 1         | КТ                 | 0                  | 0                  | -                    | -                    | -                    | -             | -             | -             | 10     | 1      |
| 2008–09                 | «Буджаспор»             | 2Л (ІІІ)                | 30        | 7         | КТ                 | 0                  | 0                  | -                    | -                    | -                    | -             | -             | -             | 30     | 7      |
| 2009–10                 | «Буджаспор»             | 1Л (ІІ)                 | 30        | 16        | КТ                 | 2                  | 2                  | -                    | -                    | -                    | -             | -             | -             | 32     | 18     |
| 2010–11                 | «Галатасарай»           | СЛ                      | 6         | 0         | КТ                 | 1                  | 0                  | ЛЄ                   | 3                    | 1                    | -             | -             | -             | 10     | 1      |
| 2010–11                 | «Коньяспор»             | СЛ                      | 3         | 0         | КТ                 | 0                  | 0                  | -                    | -                    | -                    | -             | -             | -             | 3      | 0      |
| 2011–12                 | «Карабюкспор»           | СЛ                      | 9         | 1         | КТ                 | 0                  | 0                  | -                    | -                    | -                    | -             | -             | -             | 9      | 1      |
| 2011–12                 | «Галатасарай»           | СЛ                      | 1         | 0         | КТ                 | 0                  | 0                  | -                    | -                    | -                    | -             | -             | -             | 1      | 0      |
| Усього за «Галатасарай» | Усього за «Галатасарай» | Усього за «Галатасарай» | 7         | 0         |                    | 1                  | 0                  |                      | 3                    | 1                    |               | -             | -             | 11     | 1      |
| 2012–13                 | «Буджаспор»             | 1Л (ІІ)                 | 31+2      | 12+0      | КТ                 | 0                  | 0                  | -                    | -                    | -                    | -             | -             | -             | 33     | 12     |
| Усього за «Буджаспор»   | Усього за «Буджаспор»   | Усього за «Буджаспор»   | 140+2     | ?0        |                    | 6                  | 2                  |                      | -                    | -                    |               | -             | -             | 148    | 53     |
| 2013–14                 | «Істанбул ББ»           | 1Л (ІІ)                 | 31        | 13        | КТ                 | 1                  | 0                  | -                    | -                    | -                    | -             | -             | -             | 32     | 13     |
| 2014–15                 | «Істанбул ББ»           | СЛ                      | 17        | 4         | КТ                 | 8                  | 4                  | -                    | -                    | -                    | -             | -             | -             | 25     | 8      |
| 2015–16                 | «Істанбул ББ»           | СЛ                      | 31        | 9         | КТ                 | 3                  | 2                  | ЛЄ                   | 1                    | 0                    | -             | -             | -             | 35     | 11     |
| 2016–17                 | «Істанбул ББ»           | СЛ                      | 0         | 0         | КТ                 | 0                  | 0                  | ЛЄ                   | 2                    | 0                    | -             | -             | -             | 2      | 0      |
| Усього за «Істанбул ББ» | Усього за «Істанбул ББ» | Усього за «Істанбул ББ» | 79        | 26        |                    | 12                 | 6                  |                      | 3                    | 0                    |               | -             | -             | 94     | 32     |
| Усього за кар'єру       | Усього за кар'єру       | Усього за кар'єру       | 250       | 79        |                    | 19                 | 8                  |                      | 6                    | 1                    |               | -             | -             | 275    | 88     |

## Титули і досягнення
- Чемпіон Туреччини (1):

«Галатасарай»: 2011–12